# Karabin VHS

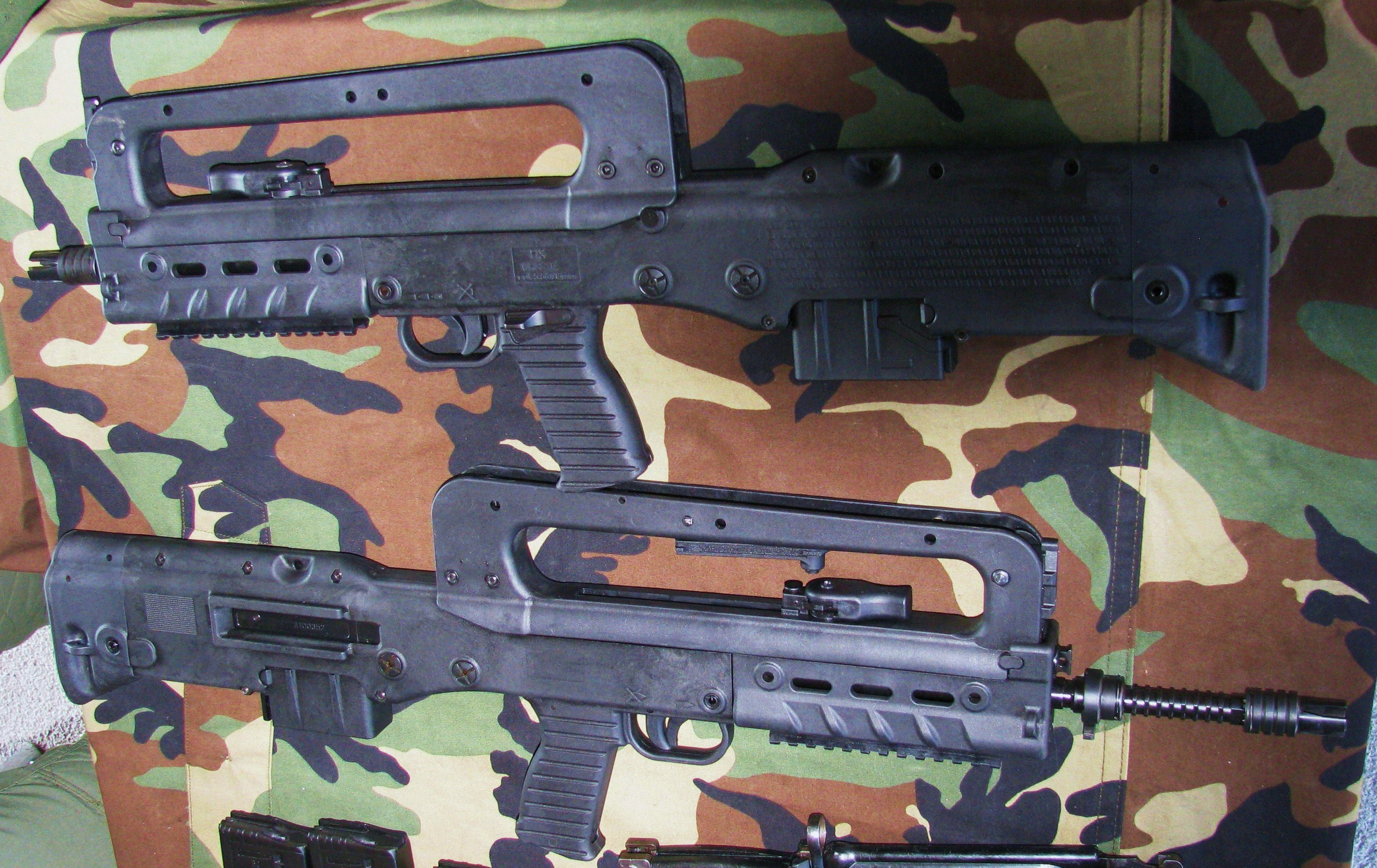
VHS-K (na górze) i VHS-D

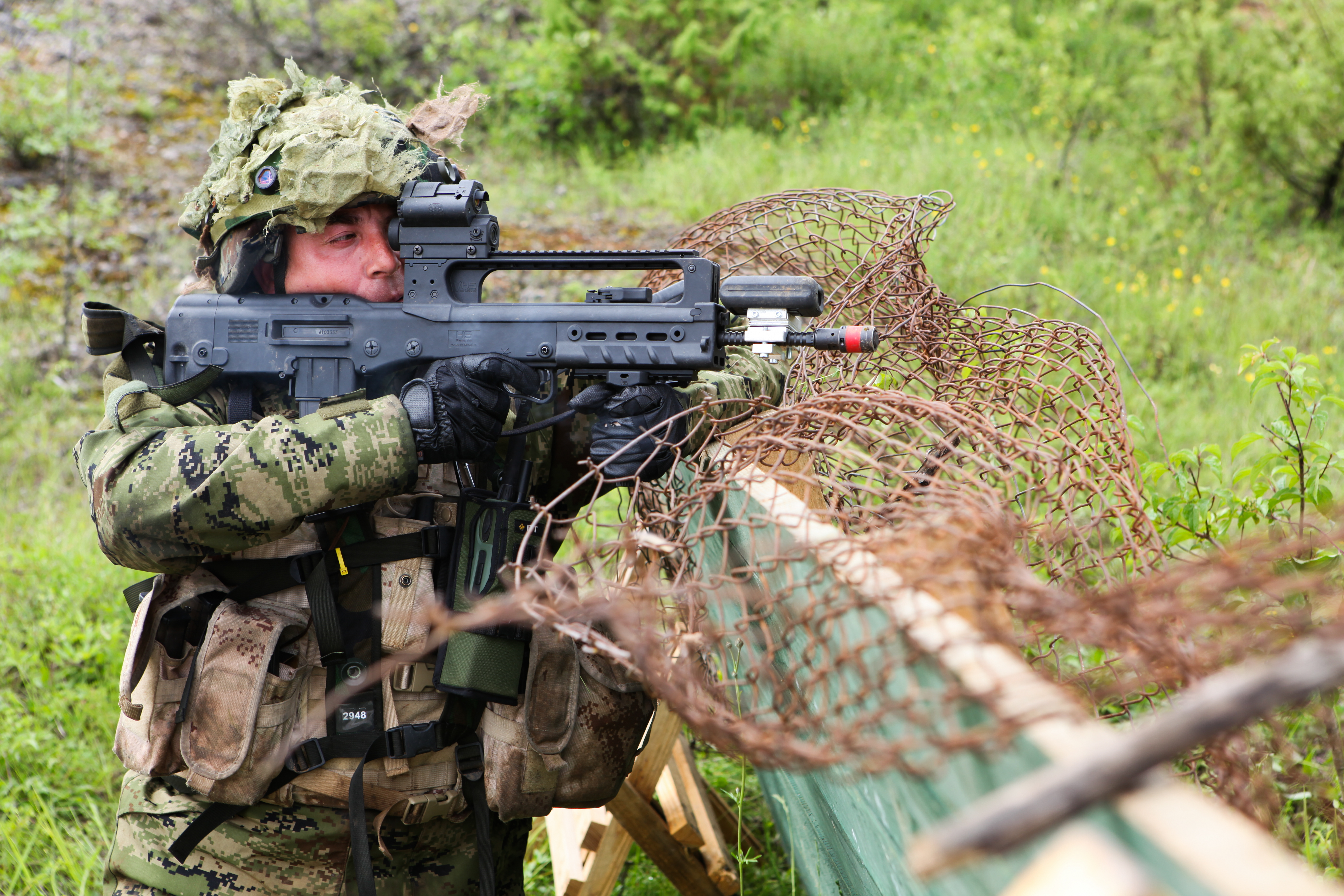
Żołnierz chorwacki z VHS-D z celownikiem na integralnej szynie Picatinny

Karabin VHS – chorwacki karabin szturmowy kalibru 5,56 mm, zbudowany w układzie bullpup, produkowany od 2007 roku.

## Historia konstrukcji
Prace nad nowoczesnym karabinem automatycznym rozpoczęły się w Chorwacji w 1992 roku, kiedy zakłady IM Metal w Karlovacu skonstruowały prototypowy karabin w układzie bezkolbowym (bullpup), bazujący na M70 (jugosłowiańskiej wersji AKM, produkowanej przez Crvena Zastava). Broń ta była niedopracowana i nie została przyjęta na uzbrojenie, lecz wojsko popierało dalsze prace nad karabinami w układzie bullpup. Zakłady IM Metal, przemianowane następnie na HS Produkt, skonstruowały i badały od 1996 roku kilka prototypów, o skrajnie różnych rozwiązaniach automatyki broni (m.in. na zasadzie zamka półswobodnego oraz bezpośredniego odprowadzania gazów) i odmiennym wyglądzie. Formę zbliżoną do ostatecznej przybrał prototyp z 2004 roku. Wygląd zewnętrzny ostatecznego modelu i położenie części manipulatorów wzorowane są na francuskim FAMAS-ie, aczkolwiek inna jest budowa wewnętrzna i zasada działania automatyki. Karabin otrzymał nazwę VHS, będącą skrótem od chorwackiego Višenamjenska Hrvatska Strojnica (wielozadaniowy chorwacki karabin automatyczny). 
19 listopada 2007 roku armia Chorwacji złożyła pierwsze zamówienie na 50 sztuk do prób, które wykonano w listopadzie 2008 roku. Po próbach, 15 maja 2009 roku armia zamówiła pierwszą partię karabinów VHS-D z lufą długości 500 mm i karabinków VHS-K z lufą 400 mm.
W 2013 roku zaprezentowano ulepszony model karabinu VHS 2, w odmianach standardowej VHS-D2 i skróconej VHS-K2. Został on dostosowany dla strzelców zarówno praworęcznych, jak i leworęcznych (dotychczas tylko dla praworęcznych), wprowadzono też możliwość łatwej wymiany lufy oraz regulowaną na długość stopkę kolby. Zmieniono także położenie części manipulatorów. Zagraniczna premiera VHS-D2 miała miejsce na MSPO w 2013 r. w Kielcach.
W 2011 roku opracowano do karabinów VHS granatnik podwieszany kalibru 40 mm.

## Użycie
15 maja 2009 roku armia chorwacka zamówiła po 1000 karabinów VHS-D z lufą długości 500 mm i karabinków VHS-K z lufą 400 mm (według innych informacji, 1000 łącznie obu odmian). Mimo planów zastąpienia nimi karabinów pochodnych od AKM (zapotrzebowanie na ok. 20 tysięcy sztuk), dalsze zamówienia były stosunkowo niewysokie (3000 w 2011). Według chorwackich mediów, w 2013 roku było ich ok. 3600, a w 2014 roku zamówiono dalsze 1585. 
Pod koniec 2014 roku Irak złożył duże zamówienie na 10 000 karabinów VHS-2 dla swojej armii. W 2015 roku VHS-2 zostały też zakupione dla wojska Chorwacji.

## Opis
Karabin automatyczny, działający na zasadzie odprowadzania gazów prochowych przez boczny otwór w lufie. Część gazów odprowadzana jest do komory gazowej położonej nad lufą, w której umieszczony jest trójpołożeniowy regulator gazowy (do pracy w normalnych warunkach, w trudnych warunkach i odcinający komorę gazową przy strzelaniu granatami nasadkowymi) oraz tłok ze sprężyną powrotną. Gazy po strzale odrzucają tłok, który uderza w tłoczysko suwadła (w prototypach stosowano m.in. bezpośrednie odprowadzanie gazów na suwadło). Z tyłu tłoczyska osadzona jest żerdź ze sprężyną urządzenia powrotnego. Zamek ryglowany jest przez obrót, z wieńcem występów ryglowych wprowadzanych w komorę ryglową u wlotu lufy. Łoże karabinu jest polimerowe.
Stałe przyrządy celownicze zamontowane są w masywnym, długim chwycie transportowym – linia celowania jest krótka, o długości 280 mm i broń przewidziana jest do montażu dodatkowych celowników. Z boku chwytu transportowego może być mocowana szyna Picatinny lub inne akcesoria, albo chwyt może występować w odmianie z integralną górną szyną Picatinny i bez stałych przyrządów celowniczych.
Karabin w pierwszym wariancie produkcyjnym jest dostosowany tylko dla strzelców praworęcznych z uwagi na umiejscowienie okna wylotowego łusek po prawej stronie. W wersji VHS 2 dostosowano go dla strzelców zarówno praworęcznych, jak i leworęcznych, przez możliwość zmiany strony wyrzucania łusek. Przełącznik rodzaju ognia stanowi zarazem bezpiecznik, w pierwszej wersji ma on formę korby umieszczonej w kabłąku spustu i zasłaniającej spust w pozycji zabezpieczonej. W celu odbezpieczenia i wyboru rodzaju ognia musi być odgięty o ok. 160° w lewo (ogień ciągły) lub prawo (pojedynczy) – rozwiązanie to jest krytykowane z punktu widzenia ergonomii i wygody użytkowania.